# لقلق أصفر المنقار
اللقلق أصفر المنقار (Mycteria ibis) ،وهو طائر كبير خواضة من عائلة لقلقية وتتواجد في أفريقيا وجنوب الصحراء ومدغشقر ، وهو لقلق متوسط الحجم ويبلغ طوله 97 سم ووزنه بالنسبة للذكور 2.3 كغ وبالنسبة للإناث 1.9 كغ . ريشه أساسه أبيض مع مع أجنحة وذيل أسوديين .وساقيها لونها أحمر برتقالي بينما الوجه فهو مايميزها فملمسه جميل وهو أحمر اللون بينما المنقار طويل وأضفر يصطاد به الأسماك .
ولقلق أصفر المنقار هو من الطيور التي في قائمة الاتفاق بشأن حفظ الطيور المائية المهاجرة الأفريقية الأوروبية الآسيوية .

## صور

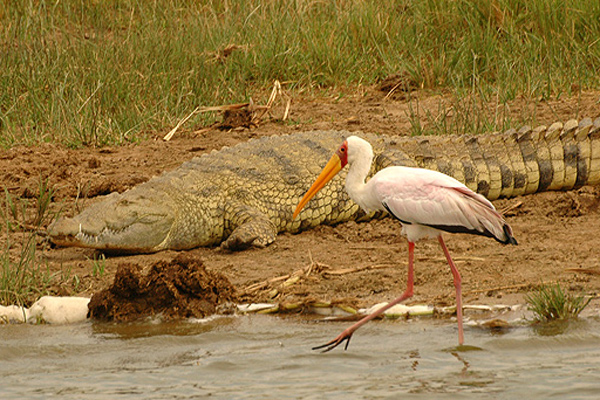
قناة كازينجا ، أوغندا
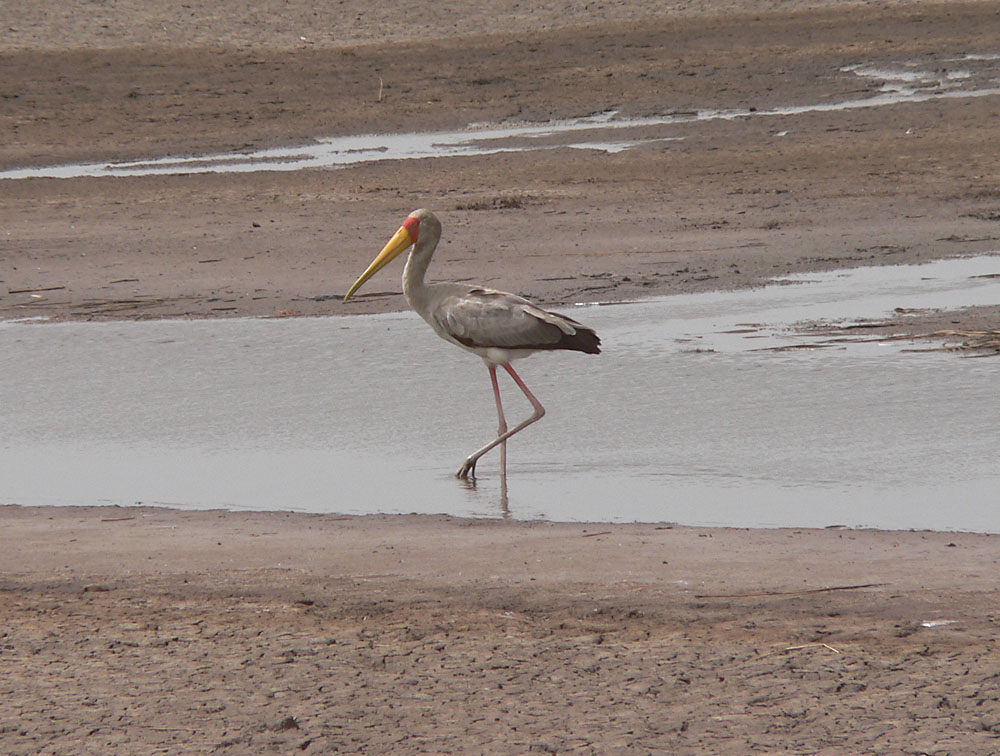
صغار لقلق أصفر المنقار ويظهر لونها الرمادي .
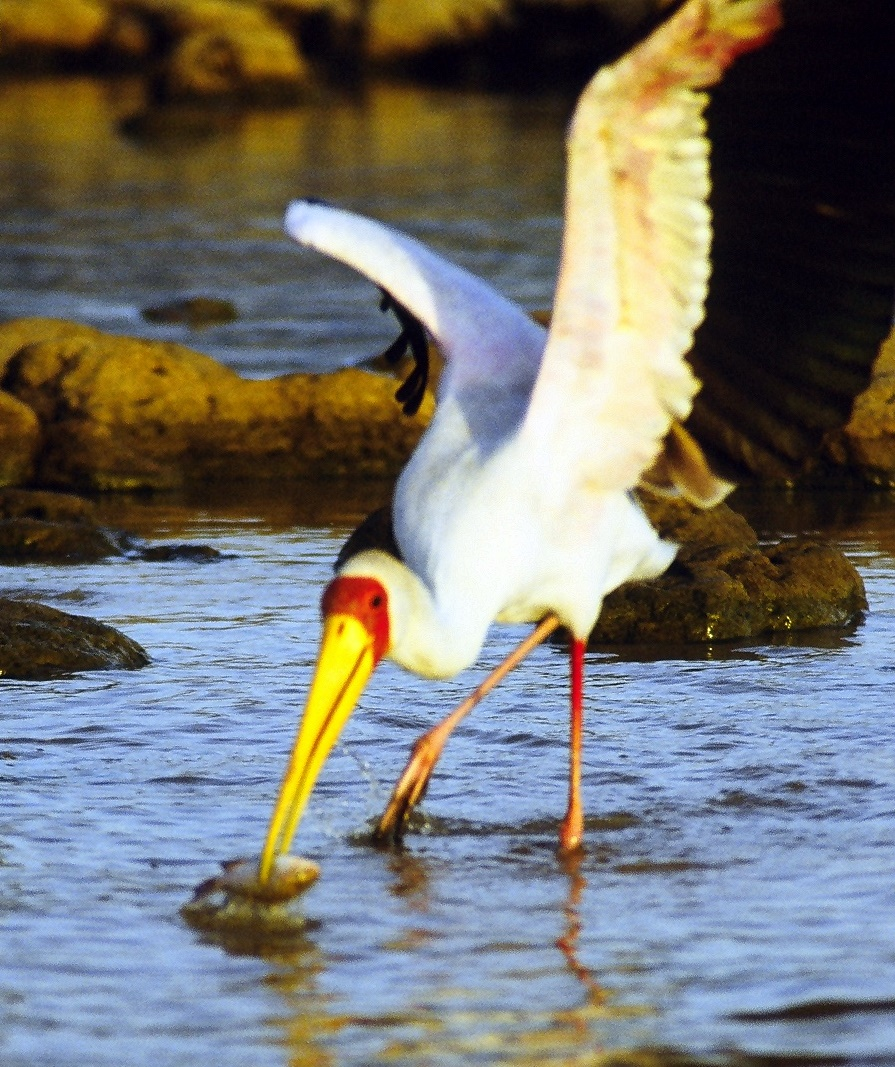
لقلق أصفر المنقار وهو يصطاد الأسماك في المياه الضحلة .
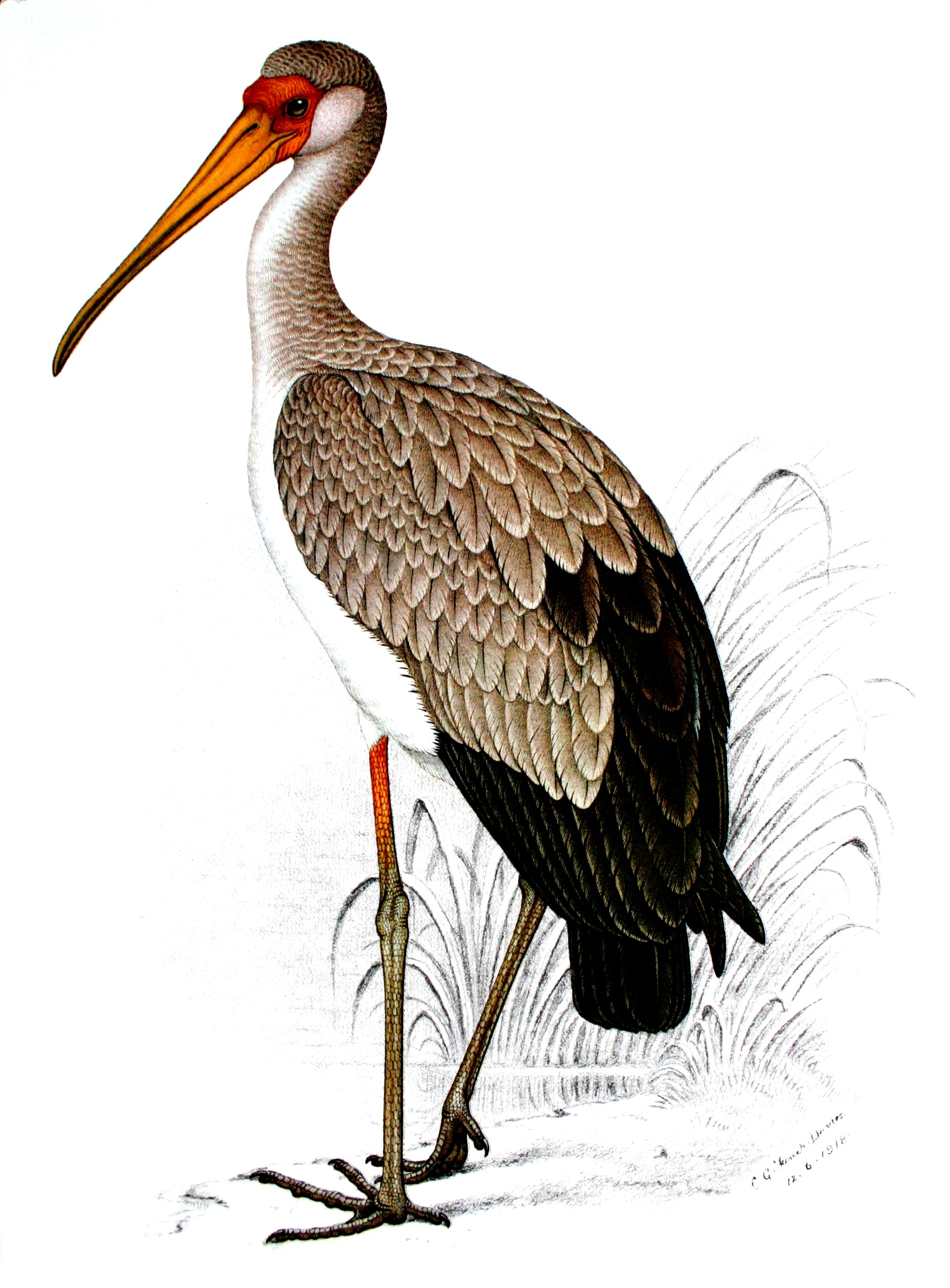
لقلق أضفر المنقار .
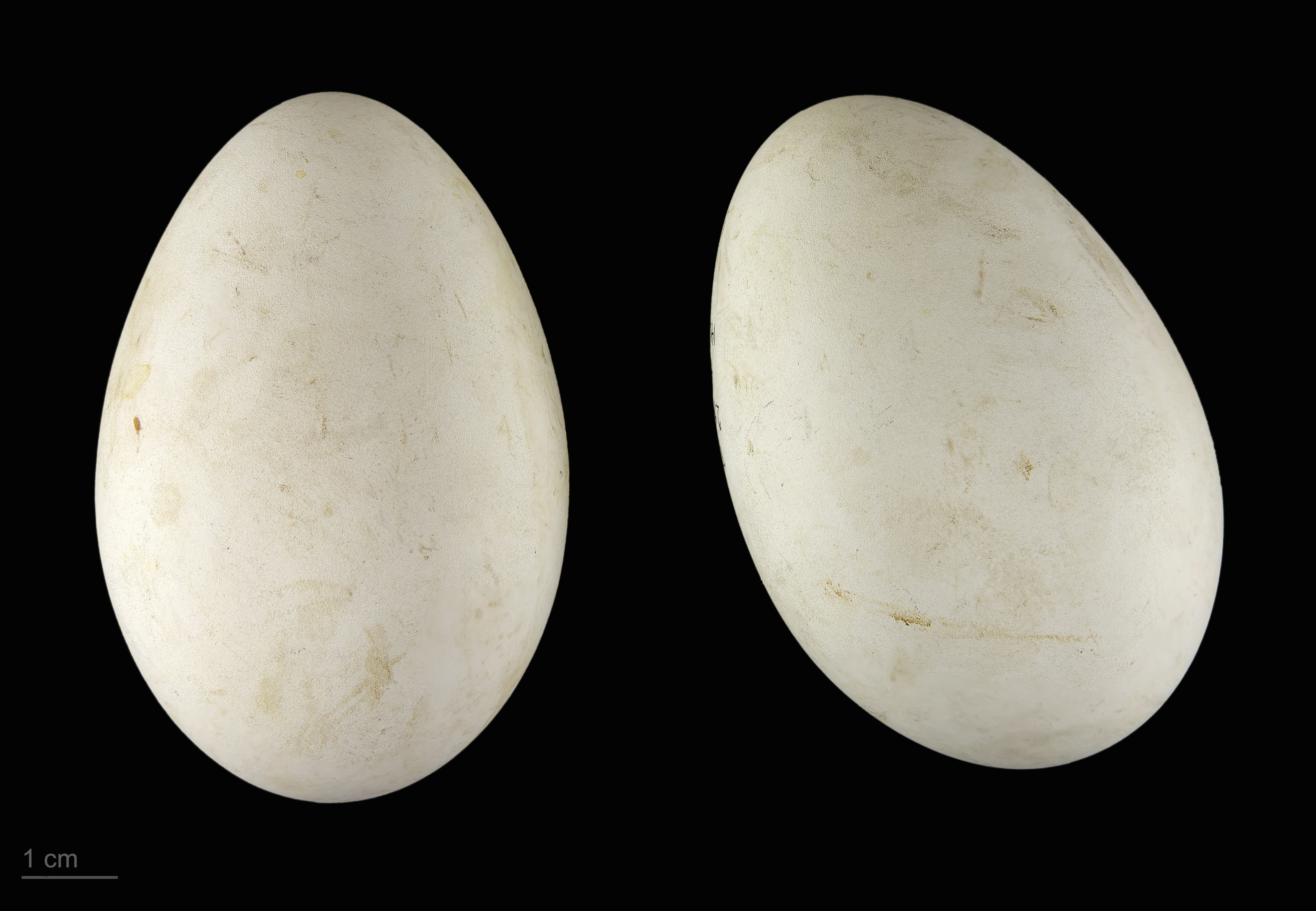
Museum specimen - Safim, Guinée-Bissau